# Arturo Avello Díez del Corral
Arturo Avello Díez del Corral (Madrid, 27 de enero de 1952-Madrid, 22 de septiembre de 2023)fue un diplomático español. Fue embajador de España en Guinea Ecuatorial (1991-1994); El Salvador (1994-1998); Luxemburgo (2011-2014) y Egipto (2014-2018).

## Biografía
Nacido en Madrid, su familia procedía del municipio madrileño de Colmenar Viejo. Su padre, Manuel Avello, fue un ingeniero industrial y aeronáutico, que ganó las cátedras de Teoría del motor (1933) y motores de aviación (1934). En la década de los sesenta fue director de la Escuela Técnica Superior de Ingenieros Aeronáuticos (Universidad Politécnica de Madrid). Su madre, Carmen Díaz del Corral era hermana del jurista, escritor y politólogo Luis Díaz del Corral.El matrimonio tuvo dos hijos: Arturo y María.
Licenciado en Derecho, ingresó en 1979 en la carrera diplomática. Fue secretario en la Embajada de España en Sudáfrica y vocal asesor en el Departamento Internacional del Gabinete de la Presidencia del Gobierno.
Fue embajador de España en Guinea Ecuatorial (1991-1994); El Salvador (1994-1998); Luxemburgo (2011-2014) y Egipto (2014-2018).
También ocupó el cargo de director general de Recursos Pesqueros en el Ministerio de Agricultura, Pesca y Alimentación; y diversos cargos en el Ministerio de Asuntos Exteriores: embajador en Misión Especial para el Plan Asia (2003); embajador en Misión Especial para Asuntos Internacionales de Seguridad; director general de Relaciones Internacionales y Extranjería (septiembre de 2006-octubre de 2011); y delegado especial del Ministerio de Asuntos Exteriores para el Campo de Gibraltar (mayo de 2019-septiembre de 2020).
Arturo estaba casado con María José Solís-Beaumont Martínez-Campos. El matrimonio tuvo tres hijos: Matilde, Manuel e Inés Avello Solís.
Falleció en la madrugada del 22 de septiembre de 2023, a consecuencia de una enfermedad terminal.